# Isla de la punta de Yeisk
La Isla de la punta de Yeisk (del ruso: Ейская коса) o Isla Zeliozni (Зелёный остров, "Isla Verde") es una isla del mar de Azov, 3 km al norte de la punta de Yeisk, que separa el limán del Yeya del golfo de Taganrog. Pertenece administrativamente al raión de Yeisk del krai de Krasnodar de Rusia.

## Historia
La isla era originalmente parte de la punta de Yeisk, se separó de ella como resultado de una fuerte tormenta en 1914, debido a la alteración de la punta con la construcción del ferrocarril de Yeisk.

## Morfología
La isla recuerda por su forma a un atolón, con lagunas interiores. Junto a la isla se hallan dos pequeñas isletas anónimas.

## Turismo
La isla es popular entre los aficionados a los yates y al deporte de vela. Durante la temporada vacacional hay embarcaciones que llevan excursionistas a la isla, cubriendo los 3 km que la separan de Yeisk.

## Precauciones
El baño en las playas exteriores de la isla es peligroso debido a las fuertes corrientes submarinas. En julio de 2010, 6 niños y su monitor murieron ahogados en la extremidad sur de la isla.